# Paris-Roubaix de 1960
A 58.ª edição da Paris-Roubaix decorreu a 10 de abril de 1960 e o vencedor foi o belga Pino Cerami.

## Classificação final
| Posição | Ciclista         | Equipa                | Tempo      |
| ------- | ---------------- | --------------------- | ---------- |
| 1       | Pino Cerami      | Peugeot-BP-Dunlop     | 6h 01' 45" |
| 2       | Tino Sabbadini   | Mercier-BP-Hutchinson | + 14"      |
| 3       | Miguel Poblet    | Ignis                 | + 55"      |
| 4       | Jean Forestier   | Helyett-Leroux        | m. t.      |
| 5       | Henri de Wolf    | Helyett-Leroux        | m. t.      |
| 6       | Frans Aerenhouts | Mercier-BP-Hutchinson | m. t.      |
| 7       | Gilbert Desmet   | Carpano               | m. t.      |
| 8       | Jacques Anquetil | Helyett-Leroux        | m. t.      |
| 9       | Tom Simpson      | Rapha-Gitane          | + 1' 03"   |
| 10      | Raymond Impanis  | Faema                 | + 1' 11"   |